# 꼬리줄나비고기
꼬리줄나비고기는 농어목 나비고기과의 물고기이다. 꼬리줄나비고기의 몸길이는 19cm이다.

## 분포 및 서식지
꼬리줄나비고기는 산호초 바위에 서식한다. 그것은 한국, 일본, 서태평양 열대 해역에 분포한다.

## 먹이
꼬리줄나비고기는 주로 조류의 저서생물, 작은 무척추동물을 먹는다.